# Iglesia del Carmen de Abajo (Santiago de Compostela)
La iglesia del Carmen de Abajo es una iglesia de Santiago de Compostela.

## Historia
Fue levantada entre 1760 y 1773 según trazas de Lucas Ferro Caveiro, sobre una pequeña capilla anterior. En 1867 Baltasar Ferreiro a amplio con el actual presbiterio, quedando el presbiterio original en crucero.

## Descripción
Obra barroco algo clasicista, consta de una única nave de planta rectangular con una linterna circular en el centro.
Destaca su fachada, típicamente de granito, con tres cuerpos verticales divididos por pilastras.